# Чиньяворык (река)
Чиньяворык (Чинья-Ворык, Чимья-Верек) (с коми Чимьяверек — сёмужий ворох (река богатая сёмгой)) — река в Республике Коми. Исток реки расположен в болотистой местности близ одноимённого посёлка, устье реки находится в 13 км по правому берегу реки Ропча. Длина реки составляет 85 км. Питание в основном снеговое. Крупнейший приток — Месью. На реке расположены населённый пункт Чиньяворык, в котором через реку перекинуты автомобильный и железнодорожный мосты.

## Данные водного реестра
По данным государственного водного реестра России относится к Двинско-Печорскому бассейновому округу, водохозяйственный участок реки — Вычегда от города Сыктывкар и до устья, речной подбассейн реки — Вычегда. Речной бассейн реки — Северная Двина.
В 24 км от устья, по левому берегу реки впадает река Месью
Код объекта в государственном водном реестре — 03020200212103000022156.